# Delfino Pescara 1936
Delfino Pescara 1936, zkráceně jen Pescara je italský fotbalový klub hrající v sezóně 2024/25 ve 3. italské fotbalové lize sídlící ve městě Pescara v regionu Abruzzo.
Klub byl založen 4. července 1936 jako Società Sportiva Pescara a hrál sedm sezon v nejvyšší lize a 40 sezon v druhé lize. Znovu založení, kvůli bankrotu bylo 20. ledna 2009 díky místním podnikatelům.

## Změny názvu klubu
- 1936/37 – 1943/44 – SS Pescara (Società Sportiva Pescara)
- 1944/45 – 1973/74 – AS Pescara (Associazione Sportiva Pescara)
- 1974/75 – 2008/09 – Pescara Calcio (Pescara Calcio)
- 2009/10 – Delfino Pescara 1936 (Delfino Pescara 1936)

## Získané trofeje

### Vyhrané domácí soutěže
- 2. italská liga (2x)

1986/87, 2011/12
- 3. italská liga (1x)

1973/74
- 4. italská liga (2x)

1951/52, 1972/73

## Historie
Klub byl založen 4. července 1936 jako Società Sportiva Pescara, díky zájmu Angela Vetta. První postup do 2. ligy byl v sezoně 1941/42. Po válce se ocitl ve 2. lize a v sezoně 1949/50 sestoupil do 4. ligy.
Celé 60. léta byl ve 3. lize a zpět do 2. ligy se vrátil na sezonu 1974/75 a po dvou letech se díky vítězství play off postoupil poprvé do Serie A. I když hned sestoupil, napřesrok se vrátil, ale opět hned sestoupil a sezonu 1982/83 hrál ve 3. lize. Na konci 80. let se vrátil do Serie A a hrál dvě sezony po sobě. V 90. letech se usadil ve 2. lize.
Velké problémy nastaly v sezoně 2008/09. Klub v březnu 2009 z ekonomických důvodů zkrachoval a zanedlouho byl založen nový klub Delfino Pescara 1936 a převzal historický odkaz. Sezonu 2011/12 trénoval Český trenér Zdeněk Zeman a jeho útočný fotbal zaznamenal 1. místo a postoupil po 19 letech do Serie A, ve které se umístil na posledním 20. místě. Poslední postup do Serie A zaznamenal v sezoně 2015/16, ale opět se umístil na posledním 20. místě. Od sezony 2021/22 hraje ve 3. lize.

## Účast v ligách
| Úroveň soutěže | Název soutěže (nynější název) | První hraná sezona | Poslední hraná sezona | celkem odehraných sezon |
| -------------- | ----------------------------- | ------------------ | --------------------- | ----------------------- |
| 1              | Serie A                       | 1977/78            | 2016/17               | 7                       |
| 2              | Serie B                       | 1941/42            | 2020/21               | 40                      |
| 3              | Serie C                       | 1938/39            | 2024/25               | 29                      |
| 4              | Serie D                       | 1937/38            | 1972/73               | 10                      |

Historická tabulka Serie A od sezony 1929/30 do 2023/24.
| Celkové místo | Odehraných sezon | Celkem bodů | Celkem zápasů | Celkem výher | Celkem remíz | Celkem proher | Celkové skore |
| ------------- | ---------------- | ----------- | ------------- | ------------ | ------------ | ------------- | ------------- |
| 54            | 7                | 141         | 234           | 36           | 60           | 138           | 205:415       |

## Fotbalisté

### Historické statistiky
| Počet utkání | Počet utkání         | Počet utkání |  | Počet branek | Počet branek       | Počet branek |
| Pořadí       | Jméno                | Počet        |  | Pořadí       | Jméno              | Počet        |
| 1.           | Ottavio Palladini    | 344          |  | 1.           | Mario Tontodonati  | 120          |
| 2.           | Michele Gelsi        | 335          |  | 2.           | Federico Giampaolo | 69           |
| 3.           | Gianfranco De Marchi | 303          |  | 3.           | Marco Sansovini    | 54           |
| 4.           | Bruno Nobili         | 280          |  | 4.           | Ottavio Palladini  | 52           |
| 5.           | Federico Giampaolo   | 273          |  | 5.           | Michele Gelsi      | 48           |

### Rekordní přestupy
| Nákup  | Nákup             | Nákup     | Nákup        | Nákup         |  | Prodej | Prodej                 | Prodej    | Prodej | Prodej         |
| Pořadí | Jméno             | sezona    | klub         | částka        |  | Pořadí | Jméno                  | sezona    | klub   | částka         |
| 1.     | Cristiano Biraghi | 2016/2017 | Inter        | 5 mil. Euro   |  | 1.     | Marco Verratti         | 2012/2013 | PSG    | 12 mil. Euro   |
| 2.     | Valerio Verre     | 2016/2017 | Udinese      | 4 mil. Euro   |  | 2.     | Juan Fernando Quintero | 2020/2021 | Porto  | 10 mil. Euro   |
| 3.     | Ante Vukušić      | 2012/2013 | Hajduk Split | 3,7 mil. Euro |  | 3.     | Gianluca Lapadula      | 1999/2000 | Milán  | 9,5 mil. Euro  |
| 4.     | Jonathas          | 2012/2013 | Brescia      | 3,7 mil. Euro |  | 4.     | Gianluca Caprari       | 1998/1999 | Inter  | 8,25 mil. Euro |
| 5.     | Andreaw Gravillon | 2017/2018 | Benevento    | 3,5 mil. Euro |  | 5.     | Andreaw Gravillon      | 2001/2002 | Inter  | 6,1 mil. Euro  |

### Na velkých turnajích

#### Účastník Mistrovství Evropy
- Ledian Memushaj (ME 2016)

#### Vítěz Copa América
- Tita (CA 1989)

## Česka stopa

### Trenér
- Zdeněk Zeman (2011/12, 2017/18, 2023–2024)